# Progymnasmata
Se denomina progymnásmata (del griego pro-gýmnasma, "ejercicio preliminar") a los distintos elementos de adiestramiento utilizados en la preceptiva retórica para que el estudiante domine correctamente el uso de los loci, tópoi o lugares comunes.

## Origen y función
Los progymnásmata fueron diseñados en la Grecia clásica como ejercicios prácticos para los alumnos de retórica, con el fin de que se ejercitasen en la composición de determinados tipos de texto que posteriormente les serían de utilidad en sus discursos retóricos. Los progimnasmata más conocidos de la Edad Antigua son atribuidos al rétor Hermógenes de Tarso. Estos ejercicios fueron posteriormente adoptados por los oradores latinos con el nombre de praeexercitamina. 
La influencia de los progymnásmata en los discursos retóricos, y en la literatura de los siglos posteriores, hasta el Renacimiento, es objeto de estudio en la actualidad.

## Tipos de progymnásmata
Los antiguos distinguían 14 progymnasmata distintos, graduados de forma progresiva:
- Fábula: Narración breve de un hecho generalmente inverosímil, del que se extrae una enseñanza moral
- Narración: Consiste en contar un hecho real o verosímil, incluyendo todos los datos básicos del hecho (quién, qué, cuándo, dónde, cómo, por qué...)
- Chría o anécdota: narración de un hecho referente a una persona relevante para el tema tratado
- Máxima o proverbio: amplificación de una sentencia breve y abstracta, empleando para ello todos los recursos retóricos disponibles
- Refutación: consiste en cuestionar la credibilidad de una narración, atacando para ello a la narración en sí misma y a su autor
- Confirmación: reafirmación de la credibilidad de una narración, demostrada mediante pruebas
- Lugar común: amplificación en torno al tema de las virtudes o los vicios evidentes, destinada a servir en un discurso de encomio o vituperio
- Encomio: discurso que trata de las excelencias de una persona, propio del discurso epidíctico
- Vituperio: descripción únicamente de los vicios de una persona, también correspondiente al discurso epidíctico
- Comparación: yuxtaposición de un encomio y un vituperio o dos encomios y un vituperio, para hacer prevalecer uno de ellos sobre el otro
- Etopeya o descripción: presentación de un objeto, tiempo o persona, otorgándole cercanía y vida.
- Tesis o tema (también llamada causa o controversia): discusión en torno a un tema abstracto y dudoso, con el fin de convencer
- Defensa o acusación: similar a la tesis, pero se enfoca únicamente al aspecto judicial, es decir, a si una actuación va a favor o en contra de las leyes.
- Panegírico : Es un discurso que se pronuncia en honor o alabanza de una persona.